# 노란뱀잠자리
노란뱀잠자리는 한국에 서식하는 뱀잠자리목 뱀잠자리과의 곤충이다. 과거에 뱀잠자리(Protohermes grandis)로 기록되어 왔으나 오동정으로, 최근에 이 종으로 기록하고 있다. 길이는 55~60mm이다. 전국적으로 분포한다.